# Havana Storm
Havana Storm è un romanzo scritto da Clive Cussler e Dirk Cussler, appartenente alla serie de Le avventure di Dirk Pitt, di cui costituisce il ventitreesimo episodio.
Il libro è stato tradotto in norvegese, finlandese, ceco, olandese, russo, tedesco, giapponese, spagnolo, polacco, italiano.

## Trama
Nel 1898, nel porto dell’Avana, la corazzata statunitense Maine viene affondata e insieme a molti marinai muore anche un archeologo che aveva cercato riparo sulla nave.
Nel 2016, dopo i funerali di Fidel Castro si scatena una lotta interna per la successione che dovrebbe scavalcare l'anziano Raúl Castro. Dirk Pitt si trova nel Mar dei Caraibi sulle tracce di una misteriosa fuga di mercurio dai fondali marini; i suoi figli gemelli, Dirk jr e Summer, lo raggiungeranno sulle tracce di un antico reperto azteco.

## Edizioni
- Clive Cussler e Dirk Cussler, Havana Storm, traduzione di Sebastiano Pezzani, La Gaja scienza, Longanesi, 21 gennaio 2016,  p. 364, ISBN 9788830442610.
- Clive Cussler e Dirk Cussler, Havana Storm, traduzione di Sebastiano Pezzani, La Gaja scienza, Longanesi, 13 ottobre 2016,  p. 364, ISBN 9788830446175.
- Clive Cussler e Dirk Cussler, Havana Storm, traduzione di Sebastiano Pezzani, I Grandi TEA, TEA, 16 marzo 2017,  p. 362, ISBN 9788850245635.
- Clive Cussler e Dirk Cussler, Havana Storm, traduzione di Sebastiano Pezzani, Tea più, TEA, 25 febbraio 2021,  p. 368, ISBN 9788850259663.